# Viviane Nicaise
Pour les articles homonymes, voir Nicaise.
Viviane Nicaise, née en 1952 à Tournai (province de Hainaut), est une dessinatrice de bande dessinée et coloriste belge.

## Biographie
Viviane Nicaise, nait à Tournai en 1952, fait des études de sciences sociales à l'Institut Supérieur des hautes études sociales de l'État à Bruxelles et passe quinze années à travailler en psychiatrie alternative dans un foyer de postcure pour jeunes adultes malades mentaux comme assistante sociale, tout en donnant des cours de danse et de claquettes dans différentes écoles de Belgique,. À l'âge de 37 ans, elle découvre le plaisir de dessiner en autodidacte complète, elle participe à un concours de bande dessinée puis elle s'inscrit au cours du soir à l'Académie de Saint-Gilles et enfin à l'Académie royale des beaux-arts de Bruxelles où elle vit. Avec Jean Dufaux au scénario, elle dessine la série fantastique Sang-De-Lune, 6 albums chez Glénat dans la collection « Grafica » de 1992 à 1996. Puis, elle s'associe avec le scénariste Dieter et lance la série Loranne et elle reconstruit l'Amérique perdue des années 1960, également chez le même éditeur dans la même collection (3 albums, 1998-2000). Elle enchaîne avec le même scénariste et donne vie au thriller 6 jours et mourir qui se déroule en deux albums parus la même année en 2001 pour la collection « Bulle noire ». La Vie en rose est un polar qu'écrit ce même Dieter pour la tournaisienne Nicaise, 3 tomes sont publiés chez Glénat dans la collection « Bulle noire » de 2003 à 2004. Elle promotionne les formations scientifiques dans une bande dessinée éducative Objectif sciences pour la Région Île-de-France en 2007. Elle se tourne vers le genre fantastique pour le diptyque Post Mortem scénarisée par Romuald Pistis dans la collection « HZ- Horizon » chez Joker Éditions (2009-2010). Pour la collection « Grand Angle » de Bamboo Édition, elle dessine un nouveau diptyque Le Cahier à fleurs scénarisé par Laurent Galandon qui conte le génocide arménien via le prisme de jeunes orphelins en 2010 et 2011. Dans une interview qu'elle accorde à Jean-Jacques Procureur, elle déclare avoir vécu en Grèce où elle est toujours domiciliée en décembre 2011. Puis, elle s'intéresse aux démêlés sentimentaux et à la saga d'Aristote Onassis sur un scénario de Jean-Claude Bartoll avec Une tragédie grecque, 2 albums chez le même éditeur de 2012 à 2013. Elle revient à la bande dessinée éducative avec deux publications chez Bardet Souchard dans la collection « Narratives » datées de mars 2013. Pour Deadpool, elle participe à un comics chez Hachette en 2019.
Parallèlement, Viviane Nicaise exerce ses talents de coloriste pour Jacky Goupil dans Le Guide junior de la rigolade chez Vents d'Ouest en 2012 (BNF 43593366) ainsi que pour la série Scènes de ménage de Jif et Éric Miller chez Jungle avec les tomes 2 et 4 de 2012 à 2013.
Elle fait partie du Collectif des créatrices de bande dessinée contre le sexisme.

#### Livres
: document utilisé comme source pour la rédaction de cet article.
- Henri Filippini, « Nicaise, Viviane », dans Dictionnaire de la bande dessinée, Paris, Bordas, 2005, 912 p., ill. ; 27 cm (ISBN 9782047299708 et 2047299705, OCLC 1009545288, présentation en ligne), p. 827. .
- Suzanne Van Rokeghem, Jacqueline Aubenas et Jeanne Vercheval-Vervoort, Des femmes dans l'histoire en Belgique, Luc Pire Éditions, 2006, 303 p., ill. ; 28 cm (ISBN 9782874155239 et 2-87415-523-3, OCLC 470723855, présentation en ligne), p. 247. ,lire sur Google Livres
- Jacques Fiérain, « Nicaise, Viviane », dans La BD dans la province du Hainaut, Charleroi, Éd. l'Âge d'or, septembre 2006, 96 p., ill. ; 31 cm (ISBN 9782960046458 et 2960046455, OCLC 469651838, présentation en ligne), p. 32.
- Philippe Mellot, Michel Denni, Laurent Turpin et Isabelle Morzadec, Trésors de la bande dessinée : BDM 2021-2022 - Catalogue encyclopédique et Argus, Paris, Les Arènes, novembre 2020, 22e éd., 1700 p., ill. ; 23 cm (ISBN 9791037502582, OCLC 1240308146, présentation en ligne), p. 193, 334, 666, 902, 999, 1037, 1259, 1285, 1386. .

#### Périodiques
- Marie Moinard, « Le Cahier à fleurs : génocide arménien », dBD, no 42,‎ avril 2010, p. 79.
- Jean-Claude Bartoll et Viviane Nicaise (interviewés par Jean-Pierre Fuéri), « Case à case : Pétrole, sexe et dollars - Entretien avec Jean-Claude Bartoll et Viviane Nicaise », Casemate, no 48,‎ mai 2012 (ISSN 1964-504X).